# 24070 Toniwest
24070 Toniwest è un asteroide della fascia principale. Scoperto nel 1999, presenta un'orbita caratterizzata da un semiasse maggiore pari a 2,3425153 UA e da un'eccentricità di 0,0988795, inclinata di 3,58606° rispetto all'eclittica.